# Kungsbryggan
Kungsbryggan är ett bostadsområde på Färingsö östra strand i Ekerö kommun. Från 2015 avgränsar SCB här en småort.